# 2015-ös női röplabda-Európa-bajnokság
A 2015-ös női röplabda-Európa-bajnokság a 29. a sportág történetében. A tornát közösen rendezte Hollandia és Belgium. A címvédő az orosz válogatott volt. Az Eb-t a címvédő Oroszország nyerte, története során 19. alkalommal.
A magyar válogatott 1987 után először jutott ki az Európa-bajnokságra.

## Lebonyolítás
A tornán 16 ország válogatottja vett részt. A csapatokat négy darab négy csapatból álló csoportokba sorsolták. A csoportmérkőzések után az első helyezettek közvetlenül az negyeddöntőbe kerültek. A 2–3. helyezettek még egy mérkőzést játszottak a negyeddöntőbe jutásért. A negyeddöntőtől egyenes kieséses rendszerben folytatódtak a küzdelmek.

## Résztvevők
- Rendezők
  -  Hollandia
  -  Belgium
- A 2013-as női röplabda-Európa-bajnokság eredményei alapján közvetlenül:
  -  Oroszország
  -  Németország
  -  Szerbia
  -  Horvátország
  -  Olaszország
- Selejtezőből
  - A csoport:  Törökország
  - B csoport:  Lengyelország
  - C csoport:  Csehország
  - D csoport:  Bulgária
  - E csoport:  Magyarország
  - F csoport:  Románia
  - Rájátszás 1:  Szlovénia
  - Rájátszás 2:  Azerbajdzsán
  - Rájátszás 3:  Fehéroroszország

## Csoportkör
| Színmagyarázat                                                          |
| ----------------------------------------------------------------------- |
| A csoportok első helyezettjei bejutottak a negyeddöntőbe.               |
| A csoportok második és harmadik helyezettjei a nyolcaddöntőbe jutottak. |
| A csoportok negyedik helyezettjei kiestek.                              |

A sorrend meghatározása
- Ha a mérkőzésnek 3–0 vagy 3–1 lett a végeredménye, akkor a győztes 3, a vesztes 0 pontot kapott.
- Ha a mérkőzésnek 3–2 lett a végeredménye, akkor a győztes 2, a vesztes 1 pontot kapott.
- Azonos pontszám esetén a több nyert mérkőzés, majd a szettarány, és a pontarány döntött.

Az időpontok helyi idő szerint értendők.

### A csoport
|               |      | Mérkőzések | Mérkőzések | Szettek | Szettek | Szettek | Pontok | Pontok | Pontok |
| Csapat        | Pont | Gy         | V          | Sz+     | Sz–     | SzA     | P+     | P–     | PA     |
| ------------- | ---- | ---------- | ---------- | ------- | ------- | ------- | ------ | ------ | ------ |
| Hollandia     | 9    | 3          | 0          | 9       | 1       | 9,000   | 244    | 172    | 1,419  |
| Olaszország   | 6    | 2          | 1          | 6       | 5       | 1,200   | 250    | 211    | 1,185  |
| Lengyelország | 3    | 1          | 2          | 5       | 6       | 0,833   | 222    | 248    | 0,895  |
| Szlovénia     | 0    | 0          | 3          | 1       | 9       | 0,111   | 164    | 249    | 0,659  |

| 2015. szeptember 26. 15:30 | Szlovénia                         | 0–3 | Hollandia | Apeldoorn, Hollandia |
| 2015. szeptember 26. 15:30 | (12–25, 14–25, 22–25) Jegyzőkönyv |     |           | Apeldoorn, Hollandia |

| 2015. szeptember 26. 18:30 | Olaszország                              | 3–1 | Lengyelország | Apeldoorn, Hollandia |
| 2015. szeptember 26. 18:30 | (25–20, 21–25, 25–17, 25–16) Jegyzőkönyv |     |               | Apeldoorn, Hollandia |

| 2015. szeptember 27. 15:30 | Hollandia                                | 3–1 | Lengyelország | Apeldoorn, Hollandia |
| 2015. szeptember 27. 15:30 | (25–15, 25–11, 19–25, 25–18) Jegyzőkönyv |     |               | Apeldoorn, Hollandia |

| 2015. szeptember 27. 18:30 | Szlovénia                                | 1–3 | Olaszország | Apeldoorn, Hollandia |
| 2015. szeptember 27. 18:30 | (09–25, 12–25, 26–24, 11–25) Jegyzőkönyv |     |             | Apeldoorn, Hollandia |

| 2015. szeptember 28. 17:00 | Lengyelország                     | 3–0 | Szlovénia | Apeldoorn, Hollandia |
| 2015. szeptember 28. 17:00 | (25–18, 25–19, 25–21) Jegyzőkönyv |     |           | Apeldoorn, Hollandia |

| 2015. szeptember 28. 20:00 | Hollandia                         | 3–0 | Olaszország | Apeldoorn, Hollandia |
| 2015. szeptember 28. 20:00 | (25–15, 25–18, 25–22) Jegyzőkönyv |     |             | Apeldoorn, Hollandia |

### B csoport
|              |      | Mérkőzések | Mérkőzések | Szettek | Szettek | Szettek | Pontok | Pontok | Pontok |
| Csapat       | Pont | Gy         | V          | Sz+     | Sz–     | SzA     | P+     | P–     | PA     |
| ------------ | ---- | ---------- | ---------- | ------- | ------- | ------- | ------ | ------ | ------ |
| Törökország  | 9    | 3          | 0          | 9       | 0       | MAX     | 228    | 165    | 1,382  |
| Belgium      | 6    | 2          | 1          | 6       | 3       | 2,000   | 203    | 178    | 1,140  |
| Magyarország | 3    | 1          | 2          | 3       | 7       | 0,429   | 196    | 232    | 0,845  |
| Azerbajdzsán | 0    | 0          | 3          | 1       | 9       | 0,111   | 204    | 256    | 0,797  |

| 2015. szeptember 26. 17:30 | Magyarország                     | 0–3 | Belgium | Antwerpen, Belgium |
| 2015. szeptember 26. 17:30 | (15–25, 8–25, 18–25) Jegyzőkönyv |     |         | Antwerpen, Belgium |

| 2015. szeptember 26. 20:30 | Törökország                       | 3–0 | Azerbajdzsán | Antwerpen, Belgium |
| 2015. szeptember 26. 20:30 | (25–21, 28–26, 25–13) Jegyzőkönyv |     |              | Antwerpen, Belgium |

| 2015. szeptember 27. 16:00 | Belgium                           | 3–0 | Azerbajdzsán | Antwerpen, Belgium |
| 2015. szeptember 27. 16:00 | (25–17, 25–20, 27–25) Jegyzőkönyv |     |              | Antwerpen, Belgium |

| 2015. szeptember 27. 19:00 | Magyarország                      | 0–3 | Törökország | Antwerpen, Belgium |
| 2015. szeptember 27. 19:00 | (20–25, 20–25, 14–25) Jegyzőkönyv |     |             | Antwerpen, Belgium |

| 2015. szeptember 28. 17:00 | Azerbajdzsán                             | 1–3 | Magyarország | Antwerpen, Belgium |
| 2015. szeptember 28. 17:00 | (16–25, 28–26, 22–25, 16–25) Jegyzőkönyv |     |              | Antwerpen, Belgium |

| 2015. szeptember 28. 20:00 | Belgium                           | 0–3 | Törökország | Antwerpen, Belgium |
| 2015. szeptember 28. 20:00 | (18–25, 17–25, 16–25) Jegyzőkönyv |     |             | Antwerpen, Belgium |

### C csoport
|                  |      | Mérkőzések | Mérkőzések | Szettek | Szettek | Szettek | Pontok | Pontok | Pontok |
| Csapat           | Pont | Gy         | V          | Sz+     | Sz–     | SzA     | P+     | P–     | PA     |
| ---------------- | ---- | ---------- | ---------- | ------- | ------- | ------- | ------ | ------ | ------ |
| Oroszország      | 6    | 2          | 1          | 6       | 0       | MAX     | 152    | 100    | 1,520  |
| Fehéroroszország | 5    | 2          | 1          | 6       | 5       | 1,200   | 230    | 241    | 0,954  |
| Horvátország     | 5    | 2          | 1          | 6       | 5       | 1,200   | 162    | 184    | 0,880  |
| Bulgária         | 2    | 0          | 3          | 4       | 9       | 0,444   | 258    | 277    | 0,931  |

| 2015. szeptember 26. 15:00 | Bulgária                         | 0–3 | Oroszország | Rotterdam, Hollandia |
| 2015. szeptember 26. 15:00 | (6–25, 14–25, 25–27) Jegyzőkönyv |     |             | Rotterdam, Hollandia |

| 2015. szeptember 26. 18:00 | Horvátország                      | 0–3 | Fehéroroszország | Rotterdam, Hollandia |
| 2015. szeptember 26. 18:00 | (19–25, 18–25, 24–26) Jegyzőkönyv |     |                  | Rotterdam, Hollandia |

| 2015. szeptember 27. 15:00 | Oroszország                       | 3–0 | Fehéroroszország | Rotterdam, Hollandia |
| 2015. szeptember 27. 15:00 | (25–18, 25–16, 25–21) Jegyzőkönyv |     |                  | Rotterdam, Hollandia |

| 2015. szeptember 27. 18:00 | Bulgária                                        | 2–3 | Horvátország | Rotterdam, Hollandia |
| 2015. szeptember 27. 18:00 | (23–25, 25–22, 25–14, 22–25, 13–15) Jegyzőkönyv |     |              | Rotterdam, Hollandia |

| 2015. szeptember 28. 17:00 | Fehéroroszország                                | 3–2 | Bulgária | Rotterdam, Hollandia |
| 2015. szeptember 28. 17:00 | (25–21, 25–23, 14–25, 20–25, 15–11) Jegyzőkönyv |     |          | Rotterdam, Hollandia |

| 2015. szeptember 28. 20:00 | Oroszország                       | 0–3 | Horvátország | Rotterdam, Hollandia |
| 2015. szeptember 28. 20:00 | (21–25, 24–26, 24–26) Jegyzőkönyv |     |              | Rotterdam, Hollandia |

### D csoport
|             |      | Mérkőzések | Mérkőzések | Szettek | Szettek | Szettek | Pontok | Pontok | Pontok |
| Csapat      | Pont | Gy         | V          | Sz+     | Sz–     | SzA     | P+     | P–     | PA     |
| ----------- | ---- | ---------- | ---------- | ------- | ------- | ------- | ------ | ------ | ------ |
| Szerbia     | 9    | 3          | 0          | 9       | 0       | MAX     | 225    | 169    | 1,331  |
| Németország | 6    | 2          | 1          | 6       | 4       | 1,500   | 233    | 206    | 1,131  |
| Csehország  | 3    | 1          | 2          | 3       | 6       | 0,500   | 193    | 196    | 0,985  |
| Románia     | 0    | 0          | 3          | 1       | 9       | 0,111   | 169    | 249    | 0,679  |

| 2015. szeptember 26. 15:00 | Csehország                        | 3–0 | Románia | Eindhoven, Hollandia |
| 2015. szeptember 26. 15:00 | (25–13, 25–18, 25–15) Jegyzőkönyv |     |         | Eindhoven, Hollandia |

| 2015. szeptember 26. 18:00 | Szerbia                           | 3–0 | Németország | Eindhoven, Hollandia |
| 2015. szeptember 26. 18:00 | (25–18, 25–22, 25–19) Jegyzőkönyv |     |             | Eindhoven, Hollandia |

| 2015. szeptember 27. 15:00 | Románia                                  | 1–3 | Németország | Eindhoven, Hollandia |
| 2015. szeptember 27. 15:00 | (14–25, 26–24, 15–25, 19–25) Jegyzőkönyv |     |             | Eindhoven, Hollandia |

| 2015. szeptember 27. 18:00 | Csehország                        | 0–3 | Szerbia | Eindhoven, Hollandia |
| 2015. szeptember 27. 18:00 | (20–25, 23–25, 18–25) Jegyzőkönyv |     |         | Eindhoven, Hollandia |

| 2015. szeptember 28. 17:00 | Németország                       | 3–0 | Csehország | Eindhoven, Hollandia |
| 2015. szeptember 28. 17:00 | (25–17, 25–23, 25–17) Jegyzőkönyv |     |            | Eindhoven, Hollandia |

| 2015. szeptember 28. 20:00 | Románia                           | 0–3 | Szerbia | Eindhoven, Hollandia |
| 2015. szeptember 28. 20:00 | (20–25, 14–25, 15–25) Jegyzőkönyv |     |         | Eindhoven, Hollandia |

## Egyenes kieséses szakasz
|  |                |                  |                |            |             |              |               |              |             |             |             |           |               |               |               |            |       |       |
|  | Nyolcaddöntők  | Nyolcaddöntők    | Nyolcaddöntők  |            |             | Negyeddöntők | Negyeddöntők  | Negyeddöntők |             |             | Elődöntők   | Elődöntők | Elődöntők     |               |               | Döntő      | Döntő | Döntő |
|  | Nyolcaddöntők  | Nyolcaddöntők    | Nyolcaddöntők  |            |             | Negyeddöntők | Negyeddöntők  | Negyeddöntők |             |             | Elődöntők   | Elődöntők | Elődöntők     |               |               | Döntő      | Döntő | Döntő |
|  | szeptember 30. | szeptember 30.   | szeptember 30. | október 1. | október 1.  | október 1.   |               |              |             |             |             |           |               |               |               |            |       |       |
|  | szeptember 30. | szeptember 30.   | szeptember 30. | október 1. | október 1.  | október 1.   |               |              |             |             |             |           |               |               |               |            |       |       |
|  | C2             | Fehéroroszország | 2              | A1         | Hollandia   | 3            |               |              |             |             |             |           |               |               |               |            |       |       |
|  | C2             | Fehéroroszország | 2              | A1         | Hollandia   | 3            | október 3.    |              |             |             |             |           |               |               |               |            |       |       |
|  | A3             | Lengyelország    | 3              |            |             |              | Lengyelország | 1            |             |             |             |           |               |               |               |            |       |       |
|  | A3             | Lengyelország    | 3              |            |             |              | Lengyelország | 1            |             | Hollandia   | Hollandia   | 3         |               |               |               |            |       |       |
|  | szeptember 30. | szeptember 30.   | szeptember 30. | október 1. | október 1.  | október 1.   |               |              |             | Hollandia   | Hollandia   | 3         |               |               |               |            |       |       |
|  | szeptember 30. | szeptember 30.   | szeptember 30. | október 1. | október 1.  | október 1.   |               |              | Törökország | Törökország | 0           |           |               |               |               |            |       |       |
|  | D2             | Németország      | 3              | B1         | Törökország | 3            |               |              | Törökország | Törökország | 0           |           |               |               |               |            |       |       |
|  | D2             | Németország      | 3              | B1         | Törökország | 3            |               | október 4.   |             |             |             |           |               |               |               |            |       |       |
|  | B3             | Magyarország     | 0              |            |             |              | Németország   | 2            |             |             |             |           |               |               |               |            |       |       |
|  | B3             | Magyarország     | 0              |            |             |              | Németország   | 2            |             | Hollandia   | Hollandia   | 0         |               |               |               |            |       |       |
|  | szeptember 30. | szeptember 30.   | szeptember 30. | október 1. | október 1.  | október 1.   |               |              |             | Hollandia   | Hollandia   | 0         |               |               |               |            |       |       |
|  | szeptember 30. | szeptember 30.   | szeptember 30. | október 1. | október 1.  | október 1.   |               |              | Oroszország | Oroszország | 3           |           |               |               |               |            |       |       |
|  | A2             | Olaszország      | 3              | C1         | Oroszország | 3            |               |              |             | Oroszország | 3           |           |               |               |               |            |       |       |
|  | A2             | Olaszország      | 3              | C1         | Oroszország | 3            | október 3.    |              |             |             |             |           |               |               |               |            |       |       |
|  | C3             | Horvátország     | 0              |            |             |              | Olaszország   | 1            |             |             |             |           |               |               |               |            |       |       |
|  | C3             | Horvátország     | 0              |            |             |              | Olaszország   | 1            |             | Oroszország | Oroszország | 3         | Bronzmérkőzés | Bronzmérkőzés | Bronzmérkőzés |            |       |       |
|  | szeptember 30. | szeptember 30.   | szeptember 30. | október 1. | október 1.  | október 1.   |               |              |             | Oroszország | Oroszország | 3         | Bronzmérkőzés | Bronzmérkőzés | Bronzmérkőzés |            |       |       |
|  | szeptember 30. | szeptember 30.   | szeptember 30. | október 1. | október 1.  | október 1.   |               |              | Szerbia     | Szerbia     | 0           |           |               | október 4.    | október 4.    | október 4. |       |       |
|  | B2             | Belgium          | 3              | D1         | Szerbia     | 3            |               |              | Szerbia     | Szerbia     | 0           |           |               | október 4.    | október 4.    | október 4. |       |       |
|  | B2             | Belgium          | 3              | D1         | Szerbia     | 3            |               |              |             |             |             |           |               | Törökország   | Törökország   | 0          |       |       |
|  | D3             | Csehország       | 0              |            |             |              | Belgium       | 1            |             |             |             |           |               | Törökország   | Törökország   | 0          |       |       |
|  | D3             | Csehország       | 0              |            |             |              | Belgium       | 1            |             | Szerbia     | Szerbia     | 3         |               |               |               |            |       |       |
|  |                |                  |                |            |             |              |               |              |             | Szerbia     | Szerbia     | 3         |               |               |               |            |       |       |

### Nyolcaddöntők
| 2015. szeptember 30. 17:00 | Olaszország                       | 3–0 | Horvátország | Rotterdam, Hollandia |
| 2015. szeptember 30. 17:00 | (25–22, 25–21, 25–20) Jegyzőkönyv |     |              | Rotterdam, Hollandia |

| 2015. szeptember 30. 17:30 | Németország                       | 3–0 | Magyarország | Antwerpen, Belgium |
| 2015. szeptember 30. 17:30 | (25–18, 25–17, 25–14) Jegyzőkönyv |     |              | Antwerpen, Belgium |

| 2015. szeptember 30. 20:00 | Fehéroroszország                                | 2–3 | Lengyelország | Rotterdam, Hollandia |
| 2015. szeptember 30. 20:00 | (17–25, 13–25, 25–22, 25–20, 12–15) Jegyzőkönyv |     |               | Rotterdam, Hollandia |

| 2015. szeptember 30. 20:30 | Belgium                                  | 3–1 | Csehország | Antwerpen, Belgium |
| 2015. szeptember 30. 20:30 | (25–12, 23–25, 25–21, 25–09) Jegyzőkönyv |     |            | Antwerpen, Belgium |

### Negyeddöntők
| 2015. október 1. 17:00 | Oroszország                              | 3–1 | Olaszország | Rotterdam, Hollandia |
| 2015. október 1. 17:00 | (30–28, 20–25, 25–23, 25–20) Jegyzőkönyv |     |             | Rotterdam, Hollandia |

| 2015. október 1. 17:30 | Törökország                                     | 3–2 | Németország | Antwerpen, Belgium |
| 2015. október 1. 17:30 | (25–20, 21–25, 20–25, 25–23, 15–12) Jegyzőkönyv |     |             | Antwerpen, Belgium |

| 2015. október 1. 20:00 | Hollandia                                | 3–1 | Lengyelország | Rotterdam, Hollandia |
| 2015. október 1. 20:00 | (25–16, 23–25, 25–16, 25–16) Jegyzőkönyv |     |               | Rotterdam, Hollandia |

| 2015. október 1. 20:30 | Szerbia                                  | 3–1 | Belgium | Antwerpen, Belgium |
| 2015. október 1. 20:30 | (19–25, 29–27, 25–11, 25–18) Jegyzőkönyv |     |         | Antwerpen, Belgium |

### Elődöntők
| 2015. október 3. 15:30 | Hollandia                         | 3–0 | Törökország | Rotterdam, Hollandia |
| 2015. október 3. 15:30 | (25–22, 25–18, 28–26) Jegyzőkönyv |     |             | Rotterdam, Hollandia |

| 2015. október 3. 18:30 | Oroszország                              | 3–1 | Szerbia | Rotterdam, Hollandia |
| 2015. október 3. 18:30 | (25–23, 25–23, 21–25, 25–22) Jegyzőkönyv |     |         | Rotterdam, Hollandia |

### Bronzmérkőzés
| 2015. október 4. 14:00 | Törökország                       | 0–3 | Szerbia | Rotterdam, Hollandia |
| 2015. október 4. 14:00 | (19–25, 17–25, 18–25) Jegyzőkönyv |     |         | Rotterdam, Hollandia |

### Döntő
| 2015. október 4. 17:00 | Hollandia                         | 0–3 | Oroszország | Rotterdam, Hollandia |
| 2015. október 4. 17:00 | (14–25, 20–25, 20–25) Jegyzőkönyv |     |             | Rotterdam, Hollandia |

| A 2015-ös női röplabda-Európa-bajnokság győztese |
| ------------------------------------------------ |
| · Oroszország · 19. cím                          |

## Végeredmény
| Helyezés | Nemzet           |
| -------- | ---------------- |
| Arany    | Oroszország      |
| Ezüst    | Hollandia        |
| Bronz    | Szerbia          |
| 4.       | Törökország      |
| 5.       | Németország      |
| 6.       | Belgium          |
| 7.       | Olaszország      |
| 8.       | Lengyelország    |
| 9.       | Fehéroroszország |
| 10.      | Horvátország     |
| 11.      | Csehország       |
| 12.      | Magyarország     |
| 13.      | Bulgária         |
| 14.      | Azerbajdzsán     |
| 15.      | Románia          |
| 16.      | Szlovénia        |